# (6622) Matvienko
(6622) Matvienko (1978 RG1) – planetoida z pasa głównego asteroid okrążająca Słońce w ciągu 5,82 lat w średniej odległości 3,23 j.a. Odkryta 5 września 1978 roku.